# Никольское городское поселение (Тосненский район)
Нико́льское городско́е поселе́ние — муниципальное образование в Тосненском районе Ленинградской области.
Административный центр — город Никольское.

## Географическое положение
Никольское городское поселение располагается на севере Тосненского района и занимает площадь 1444 га.
Граничит:
- на севере — с Кировским районом Ленинградской области
- на востоке — с Кировским районом Ленинградской области
- на юге — с Тосненским городским поселением и Нурминским сельским поселением
- на западе — с Ульяновским городским поселением и Красноборским городским поселением

По территории поселения проходят автодороги:
- А120 (Санкт-Петербургское южное полукольцо)
- 41К-028 (Ульяновка — Отрадное)
- 41К-173 (Ям-Ижора — Никольское)
- 41К-268 (подъезд к пос. Гладкое)
- 41К-849 (подъезд к дер. Захожье)

Расстояние от административного центра поселения до районного центра — 25 км.
Протяжённость территориальных дорог составляет 18 км, муниципальных — 34 км.
Никольское городское поселение расположено между двумя железнодорожными магистралями: Санкт-Петербург — Москва и Санкт-Петербург — Мга — Волхов.

## История
Никольское городское поселение образовано 1 января 2006 года в соответствии с областным законом № 116-оз от 22 декабря 2004 года «Об установлении границ и наделении соответствующим статусом муниципального образования Тосненский муниципальный район и муниципальных образований в его составе». В его состав вошли город Никольское и населённые пункты, подчинённые администрации.

## Население
| 2006    | 2010    | 2011    | 2012    | 2013    | 2014    | 2015    |
| ------- | ------- | ------- | ------- | ------- | ------- | ------- |
| 18 000  | ↗20 089 | ↗20 150 | ↗20 438 | ↗20 994 | ↗21 374 | ↗22 044 |
| 2016    | 2017    | 2018    | 2019    | 2020    | 2021    | 2023    |
| ↗22 168 | ↗22 694 | ↗23 081 | ↗23 258 | ↘23 112 | ↗23 460 | ↘22 949 |
| 2024    | 2025    |         |         |         |         |         |
| ↘22 455 | ↘22 282 |         |         |         |         |         |

## Состав
В соответствии с Областным законом от 22.12.2004 № 116-оз в состав Никольского городского поселения входят следующие населённые пункты:
| № | Населённый пункт | Тип населённого пункта        | Население      |
| - | ---------------- | ----------------------------- | -------------- |
| 1 | Гладкое          | деревня                       | ↗740 (2017)    |
| 2 | Никольское       | город, административный центр | ↘21 186 (2025) |
| 3 | Пустынка         | деревня                       | ↘61 (2017)     |
| 4 | Пустынька        | посёлок при станции           | ↘5 (2017)      |

## Экономика
В поселении сосредоточены все крупные строительные предприятия Тосненского района.